# Echinokokkose
Echinokokkose is een ziekte die wordt veroorzaakt door een parasiet: Echinococcus granulosus of Echinococcus multilocularis. Dit zijn kleine lintwormen van honden en vossen, waarvan de eitjes zich bij de mens tot een blaasworm (cyste) kunnen ontwikkelen. Mensen raken geïnfecteerd door inname van met echinococcuseieren besmet voedsel, zoals bosbessen, bramen en onvoldoende gewassen groenten, die in aanraking zijn geweest met uitwerpselen van lintwormdragende honden, katten, vossen of wasbeerhonden.
De larven migreren naar de lever, milt of de longen en vormen daar een blaas (cyste), waarvan de binnenkant met talloze embryonale lintwormkoppen is bezaaid.
In Nederland komt deze aandoening eigenlijk niet voor, maar er is een zekere kans op besmetting in bepaalde regio's in Frankrijk, België en Duitsland.
Echinococcuscysten zijn over het algemeen asymptomatisch (geven geen lichamelijke klachten) tenzij zij door hun grootte een mechanisch (van niet klinisch pathologische aard) probleem veroorzaken, waardoor buikpijn, of verstopping (obstructie) van de galweg met geelzucht als gevolg kunnen optreden.
Ook kan een cyste kapotgaan, waarbij er een (soms hevige) allergische reactie optreedt tegen de parasiet die zich uit in koorts, jeuk en huiduitslag (urticaria).
Gaat een cyste in de long kapot, dan kunnen er klachten optreden van pijn op de borst en hoesten, soms met het opgeven van bloed.
Het kapotgaan van een cyste kan soms optreden na een trauma of tijdens een operatie.
Echinococcuscysten kunnen worden gezien met een thoraxfoto, echografie van de lever of een CT-scan van de buik. Daarnaast kunnen antilichamen tegen echinococcus bepaald worden. De test op antilichamen is zeker positief als er lekkage van vloeistof uit een cyste heeft plaatsgevonden.
De behandeling van echinokokkose bestaat uit het chirurgisch verwijderen van de cysten in combinatie met albendazol. Getracht moet worden om lekkage van cystevocht in de wond te voorkomen, dit in verband met de kans op de eerdergenoemde allergische reacties.